# Noel Davern
Noel Davern (n. 24 decembrie 1945, Cashel⁠(d), Munster⁠(d), Irlanda – d. 27 octombrie 2013, Tipperary⁠(d), Munster⁠(d), Irlanda) a fost un om politic irlandez, membru al Parlamentului European în perioada 1979-1984 din partea Irlandei. 